# Le Prophète
Le prophète (O profeta) é uma ópera em cinco atos de Giacomo Meyerbeer. O libretto, em língua francesa foi da autoria de Eugène Scribe.
Esta ópera foi estrada na Ópera de Paris na Salle Le Peletier em 16 de abril de 1849. Os intérpretes dos três principais papéis foram Anaïs Castellan como Berthe, Pauline Viardot como Fidès, e Gustave Roger como Jean. A segunda cidade a assistir à ópera foi Londres, tendo a primeira representação no Covent Garden em 24 de julho do mesmo ano. Foi tocada na Alemanha em 1850, e também em Viena, Lisboa, Antuérpia, Nova Orleães, Budapeste, Bruxelas, Praga e Basileia. O seu enorme êxito continuou por todo o século XIX e início do século XX.
Desde o final da Segunda Guerra Mundial as principais produções foram as da Casa da Ópera de Zurique em 1962, da Deutsche Opera de Berlim em 1966 (ambas com Sandra Warfield e James McCracken) e da Metropolitan Opera em 1977 com Marilyn Horne no papel de Fidès, dirigida por John Dexter.

## Papéis

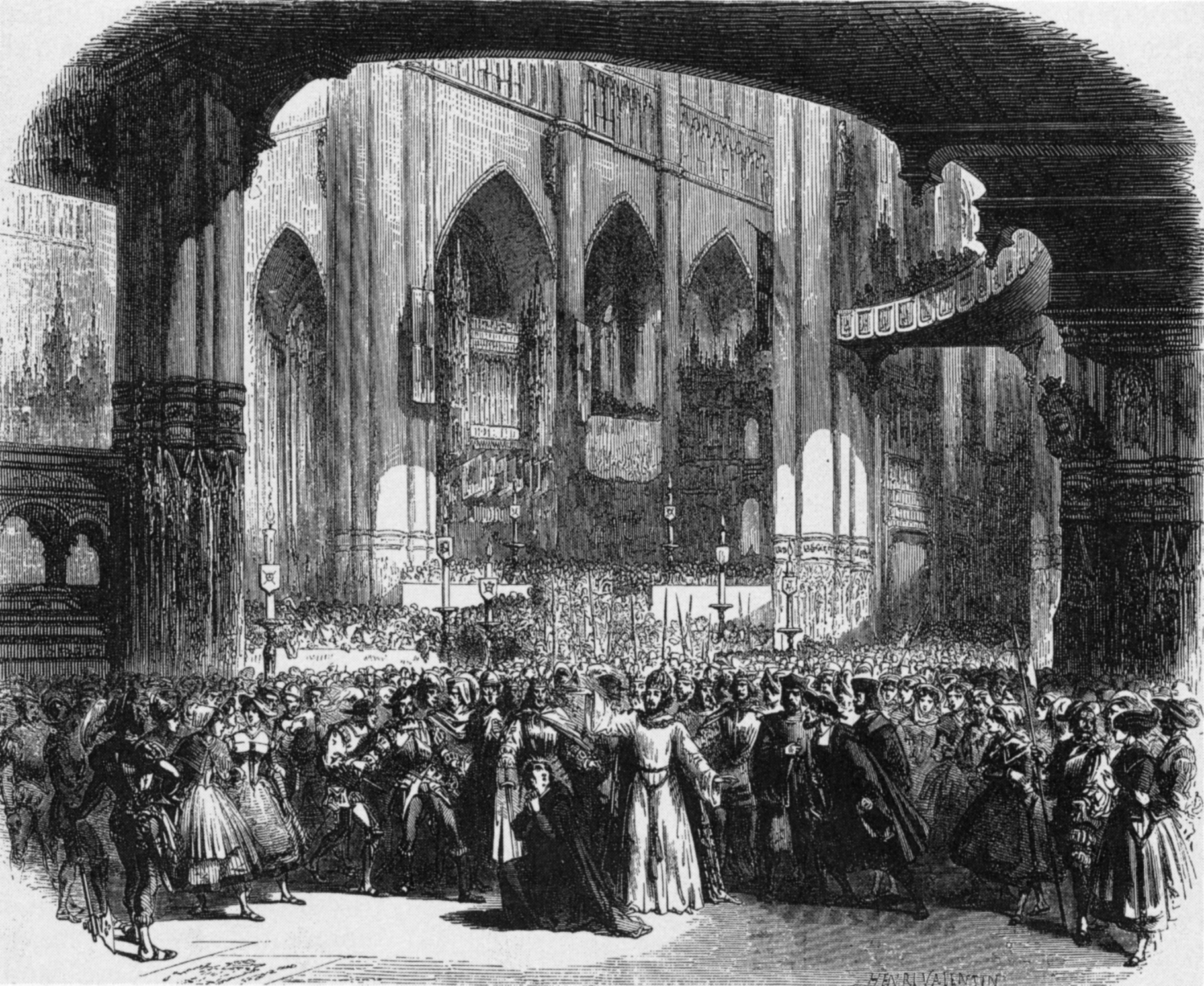
Ato 4, cena 2, da produção original, cenário de Charles-Antoine Cambon e Joseph Thierry

| Personagem                                                                  | Voz               | Estreia em 16 de abril de 1849 (maestro: Narcisse Girard) |
| --------------------------------------------------------------------------- | ----------------- | --------------------------------------------------------- |
| Jean de Leyde                                                               | tenor             | Gustave-Hippolyte Roger                                   |
| Fidès, mãe de Jean                                                          | mezzo-soprano     | Pauline Viardot                                           |
| Berthe, noiva de Jean                                                       | soprano           | Jeanne-Anaïs Castellan                                    |
| Jonas, um Anabatista                                                        | tenor             | Louis Guéymard                                            |
| Mathisen, um Anabatista                                                     | baixo ou barítono | Euzet                                                     |
| Zacharie, um Anabatista                                                     | baixo             | Nicolas Levasseur                                         |
| Oberthal, um conde feudal                                                   | baixo             | Hippolyte Bremond                                         |
| Nobres, cidadãos, anabatistas, camponeses, soldados, prisioneiros, crianças |                   |                                                           |